# Geert Lageveen
Geert Lageveen (Drachten, 19 mei 1961) is een Nederlands toneel-, televisie- en filmacteur. Hij heeft veel gastrollen gehad in Nederlandse televisieseries, en vertolkte van 2002 tot 2003 een van de hoofdrollen in de dramaserie Ernstige Delicten.

## Biografie
Hij studeerde van 1982 tot 1986 aan de Toneelschool Amsterdam en richtte na zijn slagen het toneelgezelschap Illyrie op met twee klasgenoten. Voor dit gezelschap schreef hij stukken, terwijl hij tevens optrad als acteur bij diverse theatergroepen in Nederland. Zo maakte hij zes jaar lang deel uit van de vaste kern van openluchttheater Bostheater in het Amsterdamse Bos.
Ondertussen was hij ook te zien in films als De bunker (1992) met onder meer Thom Hoffman en Huub van der Lubbe, Richting Engeland (1993) met Peter Faber waarin hij een hoofdrol had en Lang Leve de Koningin (1995), met Monique van de Ven als de koningin. Ook was hij te zien in televisieseries als Uit de school geklapt, Baantjer, Unit 13, In naam der Koningin en Wilhelmina. In 2002 kreeg hij een belangrijke hoofdrol in de dramaserie Ernstige Delicten van de VARA, waarin hij twee seizoenen lang te zien was als rechercheur Remco Doeksen. Verder had hij nog filmrollen in Mariken (2000), Kees de jongen (2003) en Afblijven. Ook was hij te zien in Friese producties: in 2006 als Jedde in de film De Sportman van de Eeuw en een jaar later in Dankert en Dankert.
Als regisseur heeft Lageveen onder andere twee voorstellingen geregisseerd van het cabaretduo Plien en Bianca en een van Sanne Wallis de Vries. Hij verzorgt met ingang van het theaterseizoen 2009-2010 voor de vierde keer de regie voor Veldhuis & Kemper, voor de voorstelling We moeten praten. Lageveen regisseerde vanaf augustus tot september 2010 de voetbalthriller In blessuretijd, een productie van FC Twente.
Sinds 2000 is hij verbonden aan toneelgezelschap Orkater, waarvoor hij samen met acteur Leopold Witte stukken schrijft. Hiertoe behoren onder meer Conijn van Olland, De Gouden Eeuw, IK en Bloedband, waarin het duo tevens meespeelt. Lageveen en Witte reisden van 29 april tot 15 mei 2008 naar Uruzgan ter voorbereiding van hun stuk Kamp Holland, .
Van 2018 t/m 2025 was Lageveen betrokken bij het drieluik over diverse aspecten van de Friese cultuur, een samenwerkingsproject van Orkater en theater De Lawei. Het eerste deel, 'Lost in the Greenhouse' werd in 2018 gespeeld in een kas nabij Sexbierum, het tweede, 'Het verdriet van de Zuiderzee' in 2022 bij het Oudemirdumer Klif en het derde, 'De Revolutie van de Rinsema's', in 2025 bij een zandafgravingsplas vlakbij Drachten.

## Filmografie
- 1985 - De Dream (De droom) - Marten Hoogerhuis
- 1991 - Bij nader inzien - Hans
- 1992 - De bunker - Schrander
- 1993 - Richting Engeland - Hans
- 1993 - Uit de school geklapt - leraar
- 1994 - 12 steden, 13 ongelukken - Sjoerd Klasema (afl. Een beetje geluk)
- 1994 - Flodder televisieserie - Agent (5 afl., 1994-1995)
- 1995 - Lang Leve de Koningin - Vader Victor
- 1996 - Baantjer De Cock en de dood op papier - Jan Molenaar
- 1996 - Unit 13 - Bart van Maurik
- 1996 - In naam der Koningin - Sergeant Ommeland
- 1999 - Baantjer De Cock en de moord op de schandknaap - Joost Rood
- 2000 - Mariken - Broeder Willem
- 2001 - Wilhelmina - Bernhard
- 2001 - Blub, ik ben een vis - stem van Bell (De vader)
- 2002 - Ernstige Delicten - Remco Doeksen (2002-2003)
- 2003 - Kees de jongen - Franse meester
- 2004 - Baantjer De Cock en de moord op afstand - Jelle de Vries
- 2006 - De Sportman van de Eeuw - Jedde
- 2006 - Afblijven - Vader Jordi
- 2007 - Dankert en Dankert: Frjemd bloed: Deel 1 - Evert Wiebenga
- 2008 - Toren C - Geert
- 2009 - Annie M.G. - Simon
- 2009 - 13 in de oorlog - Nico Faasen (afl. Verraad en Verzet)
- 2010 - Flikken Maastricht - Eef Lindemans
- 2010 - In blessuretijd - Regisseur
- 2010 - Sint - Waterpolitieman 3
- 2011 - De bende van Oss - Ambtenaar
- 2013 - Dokter Tinus afl: Op de vlucht - Camiel Broekhorst
- 2014 - Moordvrouw
- 2014 - A'dam en E.V.A.- Weerman Hajo van Velzen
- 2015 - SpangaS in actie - Hulsman
- 2024 - De Ring - Deken

- Gemeinsame Normdatei: 138034044
- International Standard Name Identifier: 0000 0000 5898 5536
- Library of Congress Control Number: no2009058318
- Nederlandse Thesaurus van Auteursnamen: 29097822X
- Virtual International Authority File: 86185865
- WorldCat: E39PBJtmqFm8JWTX4jKqhTqqQq